# Ceptre uas

Déu Ra subjectant el ceptre uas

El ceptre uas, o was, tenia la forma d'una vara recta coronada amb el cap d'un animal fabulós, probablement, simbolitzava el poder, la força i el domini en la mitologia egípcia. Pot aparèixer acompanyat d'altres símbols, com són el pilar Dyed "estabilitat, domini" i l'Ankh "vida". A més fou considerat un poderós amulet.

## Història
L'ús del ceptre uas pot remuntar-se al període predinàstic d'Egipte, com un bastó per conduir el bestiar que, per algun motiu, va passar a simbolitzar un element vinculat al poder i la força. A la "tomba 100" de Hieracómpolis hi figura un personatge portant un bastó semblant al ceptre uas.
En contextos funeraris, el uas sempre estava associat al benestar, dominació i potència divina que el mort necessitava per viure en l'altra vida. Va ser considerat suport de la volta celeste, de manera similar al pilar dyed.

## Ceptre diví

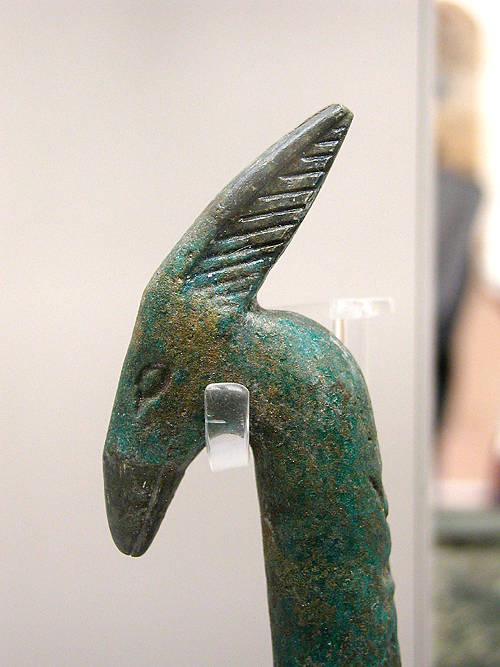
Part superior del ceptre

En les representacions de temples, tombes i esteles, el ceptre uas era portat pels déus Ptah, Sokar i més tardanament Osiris. També el van portar Amon-Ra i Jonsu a la capella de Ramsès II del temple de Medinet Habu, Ra-Horajty "Horus de l'horitzó", a la tomba de Tutankamon, Seth en el Deixant de l'any 400, en Tanis, Jepri o Igai, una antiga divinitat.
Encara que és un atribut típic dels déus, de vegades ho portaven deesses com Satis, o Bastet.

### Tebes, la "ciutat del ceptre uas"
L'antiga Uaset era "la ciutat del ceptre uas" encara que, posteriorment, els grecs la van anomenar Tebes o Thebai, sense que es conegui la raó exacta de per què li van assignar aquest nom.